# Parafia św. Jadwigi Królowej w Krakowie (Swoszowice)
Parafia św. Jadwigi Królowej w Krakowie – parafia rzymskokatolicka należąca do dekanatu Kraków-Borek Fałęcki archidiecezji krakowskiej na os. Kliny Borkowskie przy ulicy Zagaje.

## Historia parafii
16 października 1994 dokonano uroczystego poświęcenia krzyża przez ks. prałata Józefa Kołodziejczyka, proboszcza parafii Matki Boskiej Zwycięskiej w Krakowie – Borku Fałęckim z myślą o budowie kaplicy. Krzyż postawiono z inicjatywy pań z XV, XVI i XVII Róży Żywego Różańca i mieszkańców osiedla Kliny na parceli przy ulicy Kostrzewskiego i Zagaje, w XVI rocznicę pontyfikatu Ojca Świętego Jana Pawła II. Powstał też Komitet Budowy Kaplicy, który zajął się stroną organizacyjną.
W 1996 nowy proboszcz parafii Matki Boskiej Zwycięskiej w Borku Fałęckim, ksiądz Grzegorz Szewczyk, powołuje Radę Budowy Kościoła, która rozpoczyna zbierać fundusze na budowę kościoła. Na tę okoliczność zostały wyemitowane specjalne „cegiełki”.
20 maja 1997 – przekazanie kamienia, który został wyjęty z grobu błogosławionej Królowej Jadwigi w katedrze wawelskiej, a który został poświęcony przez papieża Jana Pawła II jako kamień węgielny pod budowę nowego kościoła. 8 czerwca 1997 Ojciec Święty Jan Paweł II na Błoniach Krakowskich kanonizował Królową Jadwigę oraz poświęcił kamień węgielny pod budowę nowego kościoła na osiedlu Kliny.
10 września 1998 nastąpiło poświęcenie placu pod budowę nowego kościoła. Dokonał tego ksiądz kardynał Franciszek Macharski, metropolita krakowski, a 30 września 1998 rozpoczęto prace ziemne pod fundamenty nowego kościoła. Projekt architektoniczny wykonał architekt inż. Andrzej Bilski. Prace budowlane prowadziła prywatna firma inż. Stanisława Łukasika „INTER-BUD”.
13 października 2000 ks. kardynał Franciszek Macharski odprawił pierwszą mszę św. w surowych murach nowej świątyni i wmurował w ścianę kamień węgielny i akt erekcyjny w tulei ze stali nierdzewnej. Nowo wznoszony kościół św. Jadwigi Królowej na os. Kliny Borkowskie był darem parafii Matki Boskiej Zwycięskiej na Wielki Jubileusz A. D. 2000 jako pomnik, który będzie świadczył o wierze i religijności parafian.
24 czerwca 2001 dekretem kardynała Franciszka Macharskiego z dnia 12 czerwca 2001 roku erygowano nową parafię św. Jadwigi Królowej w Krakowie – osiedle Kliny Borkowskie i mianowano dla niej duszpasterzy. Pierwszym proboszczem nowej parafii został ks. dr Wacław Gubała, a wikariuszem ks. mgr Krzysztof Karnas.